# Couteau de Lichtenberg
Le couteau de Lichtenberg est, selon la définition que lui a donnée Georg Christoph Lichtenberg, philosophe et physicien allemand du XVIIIe siècle, « un couteau sans lame, auquel manque le manche ». Cette idée satirique de l'auteur se trouve en tête de liste du « Verzeichniss einer Sammlung von Geräthschaften, welche in dem Hause des Sir H. S. künftige Woche öffentlich verauctionirt werden sollen » (« Liste d’une collection d’ustensiles qui doivent être vendus aux enchères publiques dans la maison de Sir H. S. la semaine prochaine »), paru en 1798 dans l’Almanach de poche de  Göttingen, dont Lichtenberg a été plus de vingt ans le rédacteur.
Sigmund Freud a repris cette expression dans  Le mot d'esprit et sa relation à l'inconscient et dans Contribution à l'histoire du mouvement psychanalytique, où il l'applique notamment à la dissidence de Carl Gustav Jung par rapport à la psychanalyse.

## Origine de l'expression
L'expression dite le « couteau de Lichtenberg » est une « idée » satirique  de Georg Christoph Lichtenberg (1742-1799), qu'on trouve dans son  « Verzeichniss einer Sammlung von Geräthschaften, welche in dem Hause des Sir H. S. künftige Woche öffentlich verauctionirt werden sollen » (« Liste d’une collection d’ustensiles qui doivent être vendus aux enchères publiques dans la maison de Sir H. S. la semaine prochaine », . C'est en tête de liste (numéro 1) que Lichtenberg lui donne la définition suivante : « Ein Messer ohne Klinge , an welchem der Stiel fehlt » (« Un couteau sans lame, dont le manche est manquant »). Ce texte fut publié pour la première fois dans les Göttingenschen Taschen - Kalender de 1798,,.

## Psychanalyse
Sigmund Freud a affirmé que « la psychanalyse de Jung ressemble au fameux couteau de Lichtenberg : après avoir changé le manche et remplacé la lame, il veut nous faire croire qu'il possède le même instrument, parce qu'il porte la même marque que l'ancien ». Il conclut son texte intitulé Contribution à l'histoire du mouvement psychanalytique (1914) dans ces termes : 

« J'aimerais dire pour conclure que Jung a fourni avec sa “modification” de la psychanalyse un pendant au fameux couteau de Lichtenberg. Il a changé le manche et mis une nouvelle lame ; comme la marque y est gravée, nous sommes maintenant censés tenir cet instrument pour celui d'avant »

— Sigmund Freud, Contribution à l'histoire du mouvement psychanalytique, 1914
 Dans une note de 1912 à son ouvrage Le trait d'esprit et sa relation à l'inconscient, Freud avait également évoqué le « couteau sans lame où il manque le manche » de Lichtenberg,. En recourant à cette image du « couteau de Lichtenberg », Freud veut dire en fait que « la nouvelle doctrine [de Jung] qui voudrait se substituer à la psychanalyse signifie un abandon de l'analyse et une dissidence par rapport à celle-ci ».
Plusieurs auteurs reprennent aujourd'hui encore cette formule du « couteau de Lichtenberg » appliquée au départ à la controverse de Freud avec Jung dans l'histoire de la psychanalyse,.